# Лористон (тауншип, Миннесота)
Лористон (англ. Louriston) — тауншип в округе Чиппева, Миннесота, США. На 2000 год его население составило 211 человек.

## География
По данным Бюро переписи населения США площадь тауншипа составляет 93,5 км², из которых 92,3 км² занимает суша, а 1,2 км² — вода (1,33 %).

## Демография
По данным переписи населения 2000 года здесь находились 211 человек, 68 домохозяйств и 59 семей.  Плотность населения —  2,3 чел./км².  На территории тауншипа расположена 71 постройка со средней плотностью 0,8 построек на один квадратный километр. Расовый состав населения: 97,63 % белых и 2,37 % приходится на две или более других рас.
Из 68 домохозяйств в 45,6 % воспитывались дети до 18 лет, в 77,9 % проживали супружеские пары, в 4,4 % проживали незамужние женщины и в 13,2 % домохозяйств проживали несемейные люди. 8,8 % домохозяйств состояли из одного человека, при том 7,4 % из — одиноких пожилых людей старше 65 лет. Средний размер домохозяйства — 3,10, а семьи — 3,34 человека.
35,5 % населения — младше 18 лет, 5,7 % — в возрасте от 18 до 24 лет, 26,1 % — от 25 до 44, 18,5 % — от 45 до 64, и 14,2 % — старше 65 лет. Средний возраст — 32 года. На каждые 100 женщин приходилось 95,4 мужчин.  На каждые 100 женщин старше 18 приходилось 94,3 мужчин.
Средний годовой доход домохозяйства составлял 41 250 долларов, а средний годовой доход семьи —  43 750 долларов. Средний доход мужчин —  32 500  долларов, в то время как у женщин — 14 375. Доход на душу населения составил 20 876 долларов. За чертой бедности находились 7,1 % семей и 10,4 % всего населения тауншипа, из которых 15,6 % младше 18 и 6,7 % старше 65 лет.